# NGC 4661
NGC 4661 (auch NGC 4650B) ist eine Elliptische Galaxie vom Hubble-Typ E/S0 im Sternbild Zentaur am Südsternhimmel. Sie ist schätzungsweise 104 Millionen Lichtjahre von der Milchstraße entfernt und hat einen Durchmesser von etwa 40.000 Lichtjahren.
Im selben Himmelsareal befinden sich u. a. die Galaxien NGC 4616, NGC 4622, NGC 4645, NGC 4650.
Das Objekt wurde am 5. Juni 1834 von John Herschel entdeckt.